# Sin su consentimiento
Sin su consentimiento (título original: Without her Consent) es un largometraje dramático de 1990 de origen estadounidense producido para la televisión. Fue dirigido por Sandor Stern y protagonizado por Melissa Gilbert. Está basado en hechos reales.

## Argumento
Un día una mujer llamada Emily Briggs es violada por un hombre al que conoce casualmente. Sin embargo la policía se muestra reacia a presentar cargos debido a las circunstancias, como por ejemplo, si ella fue con él voluntariamente.
Más tarde, su novio lo atropella y es arrestado, lo que tensa su relación. Después de ello, otra mujer, que afirma haber sido violada por él, acude a ella y le dice que pueden atraparlo. Así que le entrega la tarjeta de un abogado y comienzan de esa manera su búsqueda de justicia.

## Reparto
| Actor           | Personaje     |
| --------------- | ------------- |
| Melissa Gilbert | Emily Briggs  |
| Scott Valentine | Jason Barnes  |
| Barry Tubb      | Trey Cousins  |
| Bebe Neuwirth   | Gloria Allred |
| Crystal Bernard | Marty         |
| Brooke Bundy    | Mom           |
| Richard Fancy   | Strathom      |